# می‌می پولاک
می‌می پولاک (سوئدی: Mimi Pollak؛ ۹ آوریل ۱۹۰۳ – ۱۱ اوت ۱۹۹۹) یک هنرپیشه و کارگردان تئاتر اهل سوئد بود. وی بین سال‌های ۱۹۲۲ تا ۱۹۹۱ میلادی فعالیت می‌کرد.
از فیلم‌ها یا برنامه‌های تلویزیونی که وی در آن نقش داشته است، می‌توان به سونات پاییزی، آوگوست استریندبری: یک عمر و میان‌پرده‌های تابستانی اشاره کرد.